# Ichneumon winkleyi
Ichneumon winkleyi là một loài tò vò trong họ Ichneumonidae.